# スティーブ・オベット
スティーブ・オベット （Stephen Michael James ("Steve") Ovett、1955年10月9日 - ）は、イギリスの陸上競技選手。1980年モスクワオリンピック男子800mの金メダリストである。イングランド南部サセックス、ブライトン出身。

## 経歴
オベットは若い頃からその才能を発揮し、1973年のヨーロッパジュニアの800mで優勝、翌年のシニアのヨーロッパ選手権で2位に入る活躍を見せる。国内では、1974年から1976年の800m、1979年の1500m、1980年の1マイルのチャンピオンである。
1976年モントリオールオリンピックでオリンピック初出場。800mに出場するものの5位に終わっている。
1978年のヨーロッパ選手権では1500mで優勝、800mでは2位という結果を残す。この年、800mで1分44秒09の好タイムを記録、また2マイルでは8分13秒51の世界新記録を樹立するなどすばらしい成績を収めた。この年、もしペースメーカーを使っていたら、彼の出したタイムから、1000m、1500m、1マイル、2000mの世界記録を更新していただろうと推測された。
オベットは、1980年モスクワオリンピックの1500mでは優勝候補の筆頭と見られていた。オリンピックの直前には1マイルで3分48秒8の世界新記録を樹立。その2週間後には1500mでも、セバスチャン・コーの3分32秒1と並ぶ世界タイ記録を出していた。さらに彼は1500mと1マイルの両種目で3年間も負けていなかった。
ところで、モスクワオリンピックは、オベットとコーの2回目の国際大会での対決であった。(最初の対決は1978年のヨーロッパ選手権の800mで、オベットがコーを破っている。)どちらが強いかということが注目された。コーは800mを得意とし、オベットは1500mを得意としていた。
800mの決勝、オベットは本命の1500mのための予行演習のつもりで出場していた。レースは最初の400m、オベットは6位、コーは最下位の8位で通過する。しかしここからオベットは前を走るランナーを捕らえてゆき、2位まで位置を上げてゆく。そして残り70mで先頭のソ連の選手を捕らえ、追ってきたコーを寄せつけず、3m差をつけてゴール。800mを得意としたコーを下し、金メダルを獲得した。
6日後に行われた1500mの決勝、オベットが得意種目であったが、勝ったのは800mを得意としたコーの方であった。オベットは3位となり、コーとオベットはお互い自らの得意種目で破れ、相手の得意種目で金メダルを獲得するという結果となった。
モスクワオリンピックの直後、オベットは1500mで3分31秒36の世界新記録を樹立する。一度は世界記録を破られたものの、1983年にはさらに3分30秒77と再度世界新記録を達成した。
オベットは、1984年ロサンゼルスオリンピックで800mの連覇がかかっていた。しかし、気管支炎を患っておりかろうじて決勝へ進出するも8位という結果に終わった。しかしレースの後、彼は倒れてしまい2晩も病院で過ごすこととなる。しかしオベットは1500mにも出場する。レースは、残り400mまで彼は4位につけていたものの、胸の痛みのため倒れてしまい途中棄権という結果となった。
1986年、彼はエディンバラで開催されたコモンウェルスゲームズの5000mで優勝する。しかし、1988年ソウルオリンピックでは代表になることができなかった。その後、ライバルであったセバスチャン・コーが引退した翌年の1991年に引退した。
- 1978年のヨーロッパ選手権後にイギリスのあるスポーツ誌に次のような投書が載った『800mで我がオベットがゴール寸前で東独のO・バイヤーにかわされた時、一緒に見ていた人達から歓声が上がりました。わが国ではモハメド・アリのようなあり方は認められないのでしょうか。』レースにおける強引かつ精妙な位置取り、強気の発言。優等生のコーと対照的なキャラクターだったオベットはある種敵役でもあった。

## 自己ベスト
- 800 m 1分44秒09 (1978年8月31日:プラハ)
- 1000m 2分15秒91 (1979年9月6日:コブレンツ)
- 1500 m 3分30秒77 (1983年9月4日:リエティ)
- 1マイル 3分48秒40 (1980年8月26日:コブレンツ)
- 2000m 4分57秒71 (1982年7月7日:オスロ)
- 3000m 7分41秒3 (1977年9月23日:ワッテンシャイト)
- 5000m 13分20秒06 (1986年6月30日:ベルファスト)

## 主な実績
| 年   | 大会                         | 場所                         | 種目  | 結果    | 記録       |
| ---- | ---------------------------- | ---------------------------- | ----- | ------- | ---------- |
| 1974 | ヨーロッパ陸上競技選手権大会 | ローマ(イタリア)             | 800m  | 2位     | 1分45秒77  |
| 1976 | オリンピック                 | モントリオール(カナダ)       | 800m  | 5位     | 1分45秒44  |
| 1976 | オリンピック                 | モントリオール(カナダ)       | 1500m | 6位(sf) | 3分40秒34  |
| 1977 | IAAF陸上ワールドカップ       | デュッセルドルフ(西ドイツ)   | 1500m | 1位     | 3分34秒45  |
| 1978 | ヨーロッパ陸上競技選手権大会 | プラハ(チェコスロバキア)     | 800m  | 2位     | 1分44秒09  |
| 1978 | ヨーロッパ陸上競技選手権大会 | プラハ(チェコスロバキア)     | 1500m | 1位     | 3分35秒59  |
| 1980 | オリンピック                 | モスクワ(ソビエト連邦)       | 800m  | 1位     | 1分45秒40  |
| 1980 | オリンピック                 | モスクワ(ソビエト連邦)       | 1500m | 3位     | 3分38秒99  |
| 1981 | IAAF陸上ワールドカップ       | ローマ(イタリア)             | 1500m | 1位     | 3分34秒95  |
| 1983 | 世界陸上競技選手権大会       | ヘルシンキ(フィンランド)     | 1500m | 4位     | 3分42秒34  |
| 1984 | オリンピック                 | ロサンゼルス(アメリカ合衆国) | 800m  | 8位     | 1分52秒28  |
| 1984 | オリンピック                 | ロサンゼルス(アメリカ合衆国) | 1500m | -       | DNF        |
| 1986 | コモンウェルスゲームズ       | エディンバラ(スコットランド) | 5000m | 1位     | 13分24秒11 |